# ديتريش بولو
ديتريش بولو (بالألمانية: Dietrich von Bülow) (و. 1460 – 1523 م) هو عالم عقيدة، من ألمانيا، توفي في لبوس، عن عمر يناهز 63 عاماً.

## مناصب
تولى منصب أسقف.

## التعليم
تعلم في جامعة بولونيا.